# Minas Novas (kommun)
Minas Novas är en kommun i Brasilien.   Den ligger i delstaten Minas Gerais, i den sydöstra delen av landet, 600 km öster om huvudstaden Brasília. Antalet invånare är 30 803.
Följande samhällen finns i Minas Novas:
- Minas Novas

I omgivningarna runt Minas Novas växer huvudsakligen savannskog. Runt Minas Novas är det glesbefolkat, med 16 invånare per kvadratkilometer.